# Вітторіоса Старс
ФК «Вітторіоса Старс» (мальт. Vittoriosa Stars Football Club) — мальтійський футбольний клуб з міста Біргу, заснований у 1906 році. 
Домашні матчі приймає на стадіоні «Де Ла Салле Граунд».